# Curinga
Curinga község (comune) Olaszország Calabria régiójában, Catanzaro megyében.

## Fekvése
A megye nyugati részén fekszik. Határai: Filadelfia, Francavilla Angitola, Jacurso, Lamezia Terme, Pizzo és San Pietro a Maida.

## Története
A település az ókori rómaiak által alapított, majd az 5. században a gótok által elpusztított Lacconia helyén alakult ki. A 11-12. században újra benépesült. A 19. század elején vált önálló községgé, amikor a Nápolyi Királyságban felszámolták a feudalizmust.

## Népessége
A népesség számának alakulása:

## Főbb látnivalói
- Sant’Andrea Apostolo-templom